# Giuseppe Serpotta
Giuseppe Serpotta (* 1653 in Palermo; † 1719 ebenda) war ein italienischer Bildhauer und Stuckateur des Barocks auf Sizilien.

## Leben
Giuseppe war Mitglied der Bildhauerfamilie Serpotta. Er war Sohn und Schüler des Gaspare (gest. 1669) und Bruder des Giacomo Serpotta, mit dem er häufig zusammenarbeitete. Seine Werke sind ausschließlich in den Sakralbauten Palermos vertreten.

## Werke
- Chiesa Carmine Maggiore: in der Cappella del Crocifisso Dekoration mit Skulpturen und Ornamenten (1683)
- Chiesa del Gesù: Dekoration der Cappella di Congregazione del Collegio (1688)
- Santa Maria della Pietà. Deckendekoration des Langhauses (1708, mit dem Bruder Giacomo)
- Santa Teresa alla Kalsa mit Procopio
- San Giuseppe dei Teatini: Stuckdekoration in der Cappella di San Gaetano (1708)
- Oratorio del Carminello: Dekoration des Langhauses und der Apsis (1718)
- Oratorio di San Giuseppe dei Falegnami:  Stuckdekoration (1700)